# Katolsk kung
Katolsk konung (latin: Rex Catholicissimus) var en titel som alltifrån kyrkomötet i Toledo 589 hade burits av flera spanska kungar. Titeln tillerkändes av påven Alexander VI som en varaktig hedersbenämning åt Ferdinand V, "den katolske" (Ferdinand II av Aragonien) och hans gemål Isabella, "den katolska", av Kastilien samt deras efterträdare på Spaniens tron till lön för kungaparets nit för den katolska kyrkan genom att införa inkvisitionen och driva ut morerna och judarna ur Spanien.

## Källa
- Katolsk konung i Nordisk familjebok (andra upplagan, 1910)